# Calamandrana
Calamandrana (piemontiul: Camendran-a) település Olaszországban, Piemont régióban, Asti megyében. Lakosainak száma 1654 fő (2023. január 1.). Calamandrana Canelli, Cassinasco, Castel Boglione, Nizza Monferrato, Rocchetta Palafea és San Marzano Oliveto községekkel határos.

## Népesség
A település népességének változása:
| Lakosok száma | 1744 | 1745 | 1654 |
|               | 2017 | 2018 | 2023 |

## Testvértelepülések
- Kisapostag